# Frogham (Hampshire)
Pour les articles homonymes, voir Frogham.
Frogham est un petit village du parc national New Forest dans le Hampshire, en Angleterre. Il fait partie de la paroisse civile de Hyde. 
La ville la plus proche est Fordingbridge, à environ 2,5 km au nord-ouest du village.

## Le village
Frogham est la deuxième plus grande agglomération de la paroisse après Hyde. Frogham est située sur un plateau qui domine la bruyère de la New Forest à l’est. Le village est situé autour d’un carrefour menant aux villages voisins de Hyde, Blissford et Stuckton .
Frogham a une petite église paroissiale et un pub, connu sous le nom de « The Foresters Arms ». 
La « salle commémorative » ((en) Hyde memorial hall) de Hyde est située à Frogham.
Frogham possède un ancien puits de bord de route appelé « Abbots Well » (le puits de l'abbé) qui fournit de l'eau fraîche aux animaux et aux humains,.

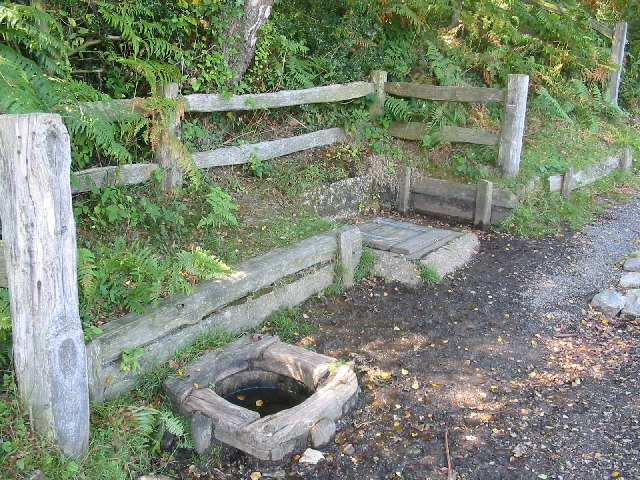
Abbots Well.

## Histoire
Les premiers documents mentionnant Frogham datent du début du XIVe siècle.
De nombreuses légendes identifient la région de Frogham comme un centre de contrebande au XVIIIe siècle. 
La chapelle de Frogham était à l’origine une école non-conformiste pour 70 élèves, également enregistrée pour le culte ; le bâtiment actuel date de 1910. 
Beaucoup de maisons du village ont été construites dans les années 1950 et 1960.

## Foire de Frogham

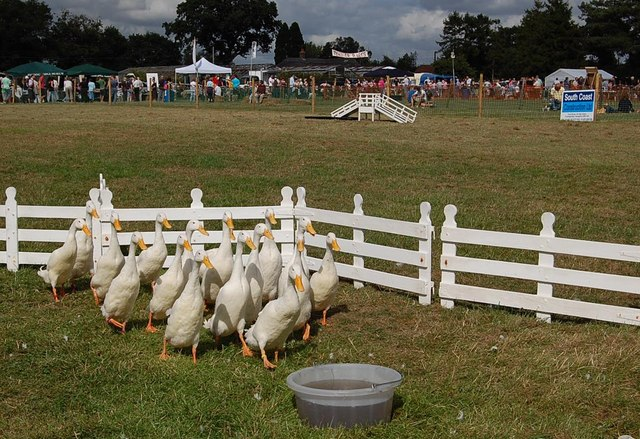
La foire annuelle.

Frogham a sa foire annuelle avec sa fête locale qui a lieu dans l'après-midi du dernier samedi de juillet, dans les prés à proximité du carrefour, à côté du pub « The Foresters Arms ». 
Établi il y a plus de 50 ans et organisé par des volontaires locaux, la manifestation a permis la collecte de fonds pour le « Memorial Hall » et des organisations caritatives locales.
Un des temps forts de la foire est la course à la brouette qui monte dans la colline de Blissford. Des courses de terriers, des jeux pour enfants, des stands d'artisanat, un bar avec vente de nourriture, des voitures classiques et de la musique live font partie des animations.